# Colostomia
La  colostomia  è un abboccamento chirurgico tra colon e parete addominale per permettere al contenuto fecale di fuoriuscire attraverso una via alternativa a quella naturale (stomia). Può essere temporanea o definitiva.

## Tipi di colostomia
Esistono diversi tipi di colostomia a seconda del tratto di colon che viene esteriorizzato:
- Cecostomia
- Colostomia sull'ascendente
- Colostomia sul trasverso
- Colostomia sul discendente
- Sigmoidostomia

Inoltre la colostomia può essere:
- terminale: nel caso in cui venga sezionato il colon e il moncone prossimale venga abboccato alla parete addominale;
- laterale (detta anche "a canna di fucile" o "su bacchetta"): nel caso in cui il colon non venga completamente sezionato ma venga soltanto portato fuori dalla parete addominale e poi inciso lungo la sua parete per permettere la fuoriuscita delle feci.

## Storia
I primi interventi di colostomia furono effettuati nel XVIII secolo, prima immaginato da Alexis Littré (21 luglio 1658 - 3 febbraio 1726) fu eseguito per la prima volta nel 1776, in quell'occasione la persona morì 20 giorni dopo l'operazione.

## Indicazioni
La colostomia è indicata nelle seguenti condizioni:
- Occlusione intestinale da stenosi per la quale non è possibile eseguire un'anastomosi in sicurezza
- Perforazione colica con peritonite
- Grave incontinenza che risulta impossibile trattare in altro modo
- Neoplasie del retto basso - ano
- Neoplasie avanzate della pelvi che provocano difficoltà alla canalizzazione
- Sindrome di Hirschsprung
- Trauma chiuso dell'addome con emorragia  intestinale